# Attacco incendiario alla Kyoto Animation
L'attacco incendiario alla Kyoto Animation è stato commesso il 18 luglio 2019 contro l'edificio Studio 1 della Kyoto Animation nel quartiere Fushimi di Kyoto, in Giappone. Poco dopo le 10:30, un uomo di 41 anni, successivamente identificato come Shinji Aoba, ha versato benzina negli uffici e sui lavoratori, gridando "morite!" (死ね!?, shine!) e dando fuoco all'edificio. L'uomo è poi fuggito, ma è stato inseguito da un impiegato prima di crollare per strada, dove la polizia lo ha arrestato.
Le vittime rimaste uccise sono state 36, altre 34 persone sono rimaste ferite e ricoverate in ospedale. È considerata una delle più grandi stragi della storia del Giappone dalla fine della seconda guerra mondiale, nonché l'incendio con più vittime in un edificio nel paese dall'incendio del Myojo 56 nel 2001.

## Antefatto
La Kyoto Animation è uno studio di produzione di anime tra i più prolifici al momento dell'attacco, noto per titoli come K-On! e Violet Evergarden, che possiede diverse sedi a Kyoto: lo Studio 1 era situato a Fushimi; lo Studio 2 (sede centrale), lo Studio 5 e la divisione di sviluppo merci si trovano invece a Uji, a una stazione ferroviaria di distanza dallo Studio 1. Lo Studio 1 era solitamente utilizzato dal personale di spicco dell'azienda, ed era stato costruito nel 2015.
Alcune settimane prima dell'attacco, la Kyoto Animation aveva ricevuto un'improvvisa ondata di minacce di morte. Il presidente della società, Hideaki Hatta, ha commentato il fatto dicendo che non è chiaro se vi fosse una correlazione con l'attacco incendiario, poiché le minacce erano state spedite in modo anonimo. Ciononostante, aveva contattato la polizia e degli avvocati sulla faccenda. Le porte dello studio sono generalmente chiuse, ma quella mattina erano attesi visitatori.

## Incidente
L'incendio è iniziato con un'esplosione intorno alle 10:30, quando un uomo è entrato nello Studio 1 e ha dato fuoco all'edificio con 40 litri di benzina, trasportati su un carrello dopo esser stati trasferiti da due taniche da 20 litri vicino all'edificio.
Inoltre ha anche versato benzina su alcune persone, facendole correre in strada in fiamme. Mentre l'incendio divampava all'ingresso, le persone sono rimaste intrappolate all'interno dell'edificio. Sono stati trovati al terzo piano dalle scale che portavano al tetto diciannove cadaveri di persone che tentavano di scappare. L'attentatore è fuggito dalla scena del crimine, ma è stato inseguito da un impiegato dello studio e presto è crollato per strada, dove è stato arrestato dalla polizia. Sono stati trovati diversi coltelli inutilizzati che giacevano sulla scena. L'incendio è stato spento alle ore 15:19.
Una volta terminati i tentativi di salvare vite, NHK News ha confermato che tutte le persone e tutti i corpi presenti nello studio al momento dell'incendio erano stati identificati. Alle 22:00 la Fire and Disaster Management Agency ha pubblicato la sua relazione affermando che l'edificio è rimasto completamente distrutto dall'incendio. Si è riscontrato che all'ultima ispezione del 17 ottobre 2018 l'edificio rispettava le regole sulla sicurezza antincendio. Secondo una conferenza stampa rilasciata a seguito dell'attacco, tutti i computer e il materiale presente nello Studio 1 sono andati distrutti a seguito dell'incendio.

## Vittime
Inizialmente 34 persone sono rimaste uccise (la maggior parte per intossicazione da monossido di carbonio) e altre 36 sono rimaste ferite, con 10 in gravi condizioni. Almeno 73 persone erano all'interno dell'edificio al momento dell'incendio. Successivamente 2 dei feriti sono deceduti per le ferite riportate, portando le vittime a 36. Delle 36 persone rimaste uccise, 22 erano donne e 14 erano uomini.

## Sospetto responsabile
Un uomo di 41 anni originario del Kantō, è stato individuato come responsabile dell'attacco. Dopo essere stato preso in custodia dalla polizia, è stato portato in ospedale con gravi ustioni alle gambe, al torace e al viso. La polizia lo ha identificato come Shinji Aoba, e l'emittente NHK ha reso noto che l'uomo soffre di disturbi mentali e risiede a Saitama, a 480 km da Kyoto. A differenza di quanto ipotizzato inizialmente non avrebbe mai lavorato per la Kyoto Animation in passato.
Durante il suo trasporto in ospedale ha ammesso di aver appiccato l'incendio, accusando lo studio di "rubare il lavoro altrui" o "plagio" (パクりやがって?, pakuri yagatte). Le autorità non sono state in grado di interrogarlo ulteriormente, poiché è stato preso in cura in ospedale e sedato.
Nel 2012 era stato arrestato nella prefettura di Ibaraki e incarcerato per 3 anni e mezzo per aver rapinato un minimarket armato di coltello.

## Reazioni
Il distributore di anime americano Sentai Filmworks ha aperto una raccolta fondi su GoFundMe, con un obiettivo prefissato di 750000 $, che nelle prime 24 ore ha superato il traguardo di 1 milione di dollari. Numerose persone legate al settore hanno espresso preoccupazione, come l'animatore e regista Makoto Shinkai.
Il primo ministro giapponese Shinzō Abe, il primo ministro canadese Justin Trudeau, il presidente taiwanese Tsai Ing-wen, l'amministratore delegato di Apple Tim Cook, e le ambasciate cinese e francese in Giappone hanno espresso le loro condoglianze.